# Lengyel
Lengyel là một thị trấn thuộc hạt Tolna, Hungary. Thị trấn này có diện tích 20,03 km², dân số năm 2010 là 529 người, mật độ 26 người/km².